# Haematopinus oliveri
Haematopinus oliveri — зникаючий вид вошей родини Haematopinidae.

## Поширення
Ендемік Індії. Поширений лише на північному заході штату Ассам. Паразитує на карликових свинях (Porcula salvania), яких в природі залишилося не більше 200 особин.

## Опис
Воша завдовжки від 3,9 до 4,2 мм. Від інших представників роду Haematopinus відрізняється відносно короткою головкою та формою грудної пластинки.